# Ліберті-Сіті (Техас)
Ліберті-Сіті (англ. Liberty City) — переписна місцевість (CDP) в США, в окрузі Грегг штату Техас. Населення — 2721 особа (2020).

## Географія
Ліберті-Сіті розташоване за координатами 32°27′7″ пн. ш. 94°56′35″ зх. д. / 32.45194° пн. ш. 94.94306° зх. д. (32.451826, -94.942939).  За даними Бюро перепису населення США в 2010 році переписна місцевість мала площу 15,80 км², з яких 15,78 км² — суходіл та 0,02 км² — водойми.

## Демографія
Згідно з переписом 2010 року, у переписній місцевості мешкала 2351 особа в 858 домогосподарствах у складі 689 родин. Густота населення становила 149 осіб/км².  Було 971 помешкання (61/км²).
Расовий склад населення:
| - 89,4 % — білих - 3,6 % — чорних або афроамериканців - 1,2 % — корінних американців - 0,1 % — азіатів - 4,6 % — осіб інших рас |

До двох чи більше рас належало 1,1 %. Частка іспаномовних становила 11,1 % від усіх жителів.
За віковим діапазоном населення розподілялося таким чином: 25,9 % — особи молодші 18 років, 61,5 % — особи у віці 18—64 років, 12,6 % — особи у віці 65 років та старші. Медіана віку мешканця становила 38,5 року. На 100 осіб жіночої статі у переписній місцевості припадало 94,9 чоловіків;  на 100 жінок у віці від 18 років та старших — 90,7 чоловіків також старших 18 років.
Середній дохід на одне домашнє господарство  становив 69 446 доларів США (медіана — 59 919), а середній дохід на одну сім'ю — 77 178 доларів (медіана — 63 958). За межею бідності перебувало 11,6 % осіб, у тому числі 24,5 % дітей у віці до 18 років та 0,0 % осіб у віці 65 років та старших.
Цивільне працевлаштоване населення становило 1107 осіб. Основні галузі зайнятості: роздрібна торгівля — 15,4 %, виробництво — 12,6 %, освіта, охорона здоров'я та соціальна допомога — 12,6 %.